# 中铁二局
中铁二局是中铁二局集团有限公司與其子公司中铁二局股份有限公司的簡稱。作為上市公司，中铁二局股份的股票簡稱為「中铁二局」，但在2015年，中铁二局股份與母公司中國中鐵進行資產互換，變相私有化中铁二局股份與借殼上市，現時上市公司名為中铁高新工业股份有限公司，而前中铁二局股份的資產，則由第三個法人中铁二局工程有限公司擁有；中铁二局集团有限公司則改名中铁二局建设有限公司。

## 历史
中铁二局集團的前身是鐵道部第二工程局。而鐵道部第二工程局的前身是西南铁路工程局。據稱，成立於1950年6月的鐵道部西南铁路工程局，是中華人民共和國成立後最早建立的铁路工程局之一。鐵道部第二工程局的上級機構為铁道部。
1952年12月15日，西南铁路工程局被分拆為新建铁路工程总局第二工程局、新建铁路工程总局第九工程局、设计局西南设计分局、基本建设局第二基本建设分局、重庆铁路局、昆明铁路局共六個部門。1958年3月，由四川成都搬遷至贵州贵阳。同年5月，新建铁路工程总局第二工程局改名铁道部第二工程局。同年10月至1961年，與贵阳铁路局合併。1961年復設西南铁路工程局，於成都辦公；1964年搬回贵阳；1966年2月再搬到四川甘洛。1966年8月改名第二铁路工程局。文化大革命時期，成都军区、铁道兵、广州军区和贵州军区相繼對第二铁路工程局实行军管。1979年，舊第二铁路工程局被分拆為新的第二工程局及第五工程局；後者於贵阳辦公。

### 公司化
1990年上級機構基本建设总局改名中國鐵路工程總公司（簡稱：中鐵工），而第二工程局亦在1998年以公司法的形式集團公司化，初時股東為中鐵工（97.69%）及其下屬機構北京中铁工建筑工程设计院（2.31%）。2000年，中國鐵路工程總公司脫離铁道部，改受中共中央大型企业工作委员会管理。

### 中铁二局上市
1999年中铁二局集團，將集團旗下二局第一工程处、二局第二工程处、二局第四工程处、二局第五工程处，二局机械筑路处、二局路桥公司、二局物资处及二局集团公司本身與主業有關的資產注入股份有限公司中铁二局股份有限公司（英語：China Railway Erju Co., Ltd.；與中铁工同樣取英文簡稱CREC），並於2001年年5月28日，在上海证券交易所上市，股票簡称为“中铁二局”。中铁二局集團改為投資控股公司，經營建築工程的主體改為中铁二局股份及其二級子公司。2001年上市前夕，中铁二局股份的股東計有中铁二局集團、宝鸡桥梁厂、成都铁路局、铁道部第二勘测设计院、西南交通大学等等。上市後股東主要有中铁二局集團（69.51%）、中铁宝桥股份（3.32%）、证券投资基金等等。
2007年，中職工主業整體上市，中铁二局集團的母公司改為沪港兩地上市的中國中鐵。

### 中铁二局私有化
2015年12月，中鐵二局股份與中国中铁進行資產互換，中国中铁將向中鐵二局股份出售旗下總值115.46億元人民幣（下同）資產，而中鐵二局股份則將其總值72.4億元的全部資產及負債售回予中国中铁。2017年，完成借殼上市後，該上市公司由中鐵二局股份有限公司改名中铁高新工业股份有限公司。
售回資產現由中铁二局工程有限公司經營。
中铁二局工程有限公司，注册地位于成都。业务性质为铁路、公路、市政。2017年，公司总资产583亿元，净资产88亿元，净利润5亿元。而中铁二局集团有限公司，在2017年，公司总资产219亿元，净资产28亿元，净利润13亿元。截至2017年12月31日，中鐵二局集團仍為中铁高新工业的第一大股東，佔31.58%。
2018年6月，中國中鐵拟進行債轉股，其中便包括為中铁二局工程公司引入小股東，透過發行新股36億元，共出售25.32%股權。但於同年8月，母公司中國中鐵又宣佈發行新股的方式收購上述的25.32%小股東股權。
2018年4月，中铁二局工程有限公司改名「中铁二局集团有限公司」。

## 参建工程

### 铁路
- 南防铁路
- 外福铁路
- 京九铁路
- 徐连铁路
- 宝中铁路
- 南昆铁路
- 西康铁路
- 内昆铁路
- 秦沈铁路
- 青藏铁路
- 宝成铁路
- 川黔铁路
- 黔桂铁路
- 贵昆铁路
- 成昆铁路

## 歷任領導

### 鐵道部西南铁路工程局局長
- 黃新義 (？至1964年) [17]:175
- 劉文 (1964年至？)  [17]:165

### 中铁二局集团有限公司總經理
- 翁景庆 (約2001年)